# 남궁윤
남궁윤(南宮允,본명:남궁균 1945년 2월 24일 ~ )은 대한민국의 성우다. 1965년 연극 배우로 활동하다가 1968년 TBC에 입사했으며, 언론통폐합으로 현재는 KBS 10기로 분류되었다.

## 출연작품
애니메이션
- 개구쟁이 데니스 (SBS) - 아빠
- 꽃나라 요술봉 (KBS) - 아빠
- 늑대기사 실반 (SBS)
- 닐스의 모험 (KBS) - 여우
- 모래요정 바람돌이 (KBS) - 바람돌이
- 무카무카 파라다이스 (투니버스) - 아빠
- 미래소년 코난 (KBS) - 해설
- 오스카 음악대 (EBS) - 해설, 몬티
- 우주가족 젯슨 (SBS) - 젯슨
- 은비 까비의 옛날 옛적에 (KBS) - 최 진사
- 카우보이 비밥 (투니버스) - 두한, 개구리
- 호야네 집 (EBS) - 할아버지

애니메이션 영화
- 화성특공대 (KBS)

영화
- 슈퍼맨 (KBS)
- 지옥의 묵시록 : 리덕스 (KBS)
- 미션임파서블 (SBS) - 키트리지 (헨리 크제니)
- 데드라인 (KBS)
- 솔드 아웃 (SBS) - 테드 (필 하트만)
- 마이티 조 영 (KBS) - 베이커 (로렌스 프레스먼)
- 유산상속 벼락부자 (SBS) - 웨델 (에릭 아이들)
- 7번째 사진 (KBS) - 아버지
- 줄리아 (KBS)
- 엑스페리먼트 (KBS) - 톤 박사(에드가 셀지)
- 시스터 액트 (SBS, KBS) - 조이 (로버트 미랜다)
- 소울 메이트 (KBS) - 딘의 아버지(C.J. 보)
- 케인호의 반란 (KBS) - 키퍼 대위 (프레드 맥머레이)
- 스팅 (KBS)
- 도망자 (SBS) - 찰스 니콜스 (예로엔 크라베)
- 내게 너무 멋진 서쪽나라 (KBS) - 홍보사 사장 외
- 이완 맥그리거의 인질 (KBS) - 가브리엘 (댄 헤다야)
- 옥시즌 (KBS)
- 크로우3 (KBS) - 경찰서장 (프레드 워드)
- 죽음의 터널 (KBS)
- 폴 뉴먼의 평결 (KBS)
- 컨페션 (KBS) - 지그
- 그녀에게 (KBS) - 알리시아의 아버지(헬리오 페드레갈)
- 에일리언 (SBS) - 케인(존 허트)
- 왕자와 거지 (KBS) - 휴고(데이비드 헤밍스)
- 필사의 도전 (SBS)
- 아마데우스 (KBS) - 오르시니-로젠베르크 백작(찰스 케이)
- 백야 (KBS) - 스코트(존 글로버)
- 차스키 차스키 (KBS) - 교장(헨릭 홈버그)
- 세븐 (KBS) - 경찰서장(R. 리 어메이)
- 위대한 산티니 (KBS)
- 가타카 (KBS)
- 미드나이트 런 (KBS)
- 007 유어 아이스 온리 (KBS)
- 길 (SBS) - 나자레노(리처드 베이스하트)
- 북해유전 특공작전 (KBS) - 크레이머(안소니 퍼킨스)
- 전선 위의 참새 (KBS)
- 최후의 탈출 (SBS) - 스콧(마이클 그로스)
- 비버리 힐스 캅 2 (SBS) - 보그밀(로니 콕스)
- 거북이는 의외로 빨리 헤엄친다 (KBS) - 나카니시(마사토 이부) / 미용실 아저씨(누쿠미즈 요이치)
- 나 홀로 집에 (KBS) - 피터(존 허드)
- 007 골드핑거 (KBS) - Q(데스몬드 레웰인)
- 007 썬더볼 작전 (KBS) - 펠릭스 라이터(잭 로드)
- 인어의 노래 (KBS) - 마이크(클린튼 선드버그)

외화
- 전격 Z 작전 (KBS) - 키트 (윌리엄 다니엘스)
- 자동차왕 포드 (KBS) - 베네트 (마이클 아이언사이드)
- 탐정 몽크(KBS) - 찰스 크로거 박사 (스탠리 카멜)

내레이션
- 1986년 ~ 1988년 : KBS1 KBS 뉴스 9
- 1987년 8월 12일 ~ 8월 14일 제2차 세계대전

그외 방송
- 홈런출발 (MBC 표준FM) - 진행

### 광고
- 애경산업 (펩소던트치약,써프,폰즈맛사지오일)
- 국제상사 (KJC국제양말, KJC국제스타킹)
- 동아연필 (우드타임)
- 대신증권 (대신금융그룹)(성우:한상덕)
- 한독 (브론치쿰) (포룡액)
- 쌍방울 (보온메리)
- 계몽사 (학습만화세계사)
- 대신증권
- 한성기업 (한성게맛살)
- 대웅제약 (미란타) (우루사)
- 금성출판사 (금성출판가족)
- 오뚜기 (짜장박사)
- LG생활건강 (페리오치약닥터)
- CJ제일제당 (게토레이, 스펨, 백설햄 제일냉동식품, 제일제당선물세트 등)
- 롯데칠성음료 (캡틴큐, 쌕쌕음료)
- 롯데웰푸드 (수리수리 풍선껌)
- 삼성전자 (엑설런트, 이코노TV, 엑설런트탑, 기업PR-휴먼테크, 바이오TV, 위너VTR, 히트세탁기, 히트세탁기잠잠, 삼성비디오무비매직,삶는세탁기, 위너VTR 다이아몬드, 고화질VTR, 홈크린청소기, 미니미니, 사계절냉장고, 시네마TV, 바이오컴퓨터, 팬히터토키, 실링팩, 하이폰 전화기, 마이젯, 생화질VTR, 퍼펙트세탁기신바람, 신바람세탁기, 삼성하이쿨에어컨, 바이오냉장고5계절, 그린컴퓨터, 손빨래세탁기, 바이오냉장고문단속, 가스오븐레인지듀오, 문단속냉장고독립만세, 골고루전자레인지 ,VTR톱스타, AF-500 등)
- 니콘이미징코리아 (착카)[2]
- 목화스폴침대
- 삼호물산 (삼호어묵골드)
- 새생활 하이로 법랑 보일러
- 씨티클럽
- 에버랜드 (자연농원)
- 신도리코
- 우리들제약(수도약품) (네프리스)
- 깨끗한나라
- 통일국민당 (기호 3번 정주영)
- 코오롱제약 (덴타돌)
- 신원에벤에셀 (모두스비벤디)
- 제일헬스사이언스 (제일파프)
- 보령제약 (겔포스,용각산)
- OCI (다갈,말끄미,파단,피라니카)
- 대한항공
- 일양약품 (노루모,나폴레옹철력,영비천 등)
- 삼성제약 (까스명수, 에프킬라, 에프킬라싹싹, 에프킬라 에어졸, 용전, 판토피 등)
- 국제약품 (고프레TL)
- 현대자동차 (쏘나타2, 뉴포터, 포니엑셀, 프레스토, 프레스토아맥스 등)
- 데니스
- 농심 (미과1:1, 포테토칩, 너구리라면 ,신라면, 안성탕면, 크레오파트라, 통라면 등)
- 삼일제약 (부루펜)
- 대진침대 (대진썰타침대)
- 동서식품 (동서벌꿀, 동서보리차)
- 케세이패시픽
- 일동후디스 (아기밀F)
- 공익광고협의회 (나라의 미래, 음주운전,헬멧)
- 유한킴벌리 (하기스슈퍼드라이)(성우:권희덕)
- 롯데백화점(성우:박윤아)
- 하나은행
- 프로스펙스
- 피죤 (알버토 비오5, 판실, 울트라 피죤 등)
- 동아제약 (챔프)
- JW중외제약 (화콜)
- 한독패션 (한독와이셔츠)
- SK증권
- 서울우유협동조합
- 명인제약 (메이킨)
- 한국야쿠르트 (헬리코박터프로젝트 윌)

지역광고
- 금복주 - 대구
- 보성주택 - 대구
- 화성산업 - 대구
- 종로5가 보령약국 - 서울